# فروم (روم)

یک فروم رومی در رم، ایتالیا

فروم (لاتین forum به معنی «مکان عمومی خارج از منزل» یا «انجمن»،) یک میدان عمومی در معماری شهری رومی بود، که عمدتاً برای فروش کالا اختصاص داشت. به عنوان مثال، شامل یک بازار همراه با ساختمان‌هایی برای مغازه‌ها و دکه‌هایی برای غرفه‌های روباز می‌شد. بسیاری از فروم‌ها در مکان‌های دورافتاده در امتداد یک جاده ساخته شدند، در این صورت فروم مذکور تنها محل سکونت در آن نواحی می‌بود و نام خاص خود را می‌داشت، مانند Forum Popili یا Forum Livi.

## عملکردهای فروم
یک فروم علاوه بر عملکرد استاندارد خود به عنوان یک بازار، محل تجمعی بود که اهمیت اجتماعی زیادی داشت و اغلب صحنه فعالیت‌های متنوعی از جمله بحث‌ها و مناظره‌های سیاسی، قرار ملاقات، جلسات و غیره بود.
هر شهر رومی یک فروم داشت. فروم‌ها اولین ملغمه از ترکیب مردمان لاتین، ایتالیایی، اتروسکی، یونانی، سلتیک یا موارد دیگر بودند. اولین فروم‌ها بین روستاهای مستقل در آن دوره قرار گرفتند که فقط از طریق باستان‌شناسی شناخته شده هستند. پس از ظهور جمهوری روم، مشهورترین فروم جهان رومی، فروم شهر رم در خود رم بود که به عنوان الگویی از ساخت و ساز مدرن آن زمان، عمل کرد. در زمان گسترش جمهوری متاخر، نوسازی انجمن‌های شهر، الهام‌بخش پومپی مگنوس برای ایجاد تئاتر پومپه در سال ۵۵ قبل از میلاد بود. این تئاتر شامل یک فروم بزرگ در پشت طاق‌های تئاتر بود که به نام Porticus Pompei (ستون‌های پومپی) شناخته می‌شد. این ساختار پیشرو اولین فروم امپراتوری ژولیوس سزار و افراد پس از آن بود.
دیگر مجامع اصلی هم در ایتالیا یافت می‌شوند. با این حال، آنها را با تباه می‌گیرند، که ممکن است از انواع مختلف مراکز مدنی باستان سرچشمه گرفته باشد. در حالی که میدان‌ها/پیازاها از نظر استفاده و عملکرد مشابه فروم هستند، اکثر آنها در قرون وسطی ایجاد شده‌اند و اغلب بخشی از ساختار اصلی شهر نیستند.

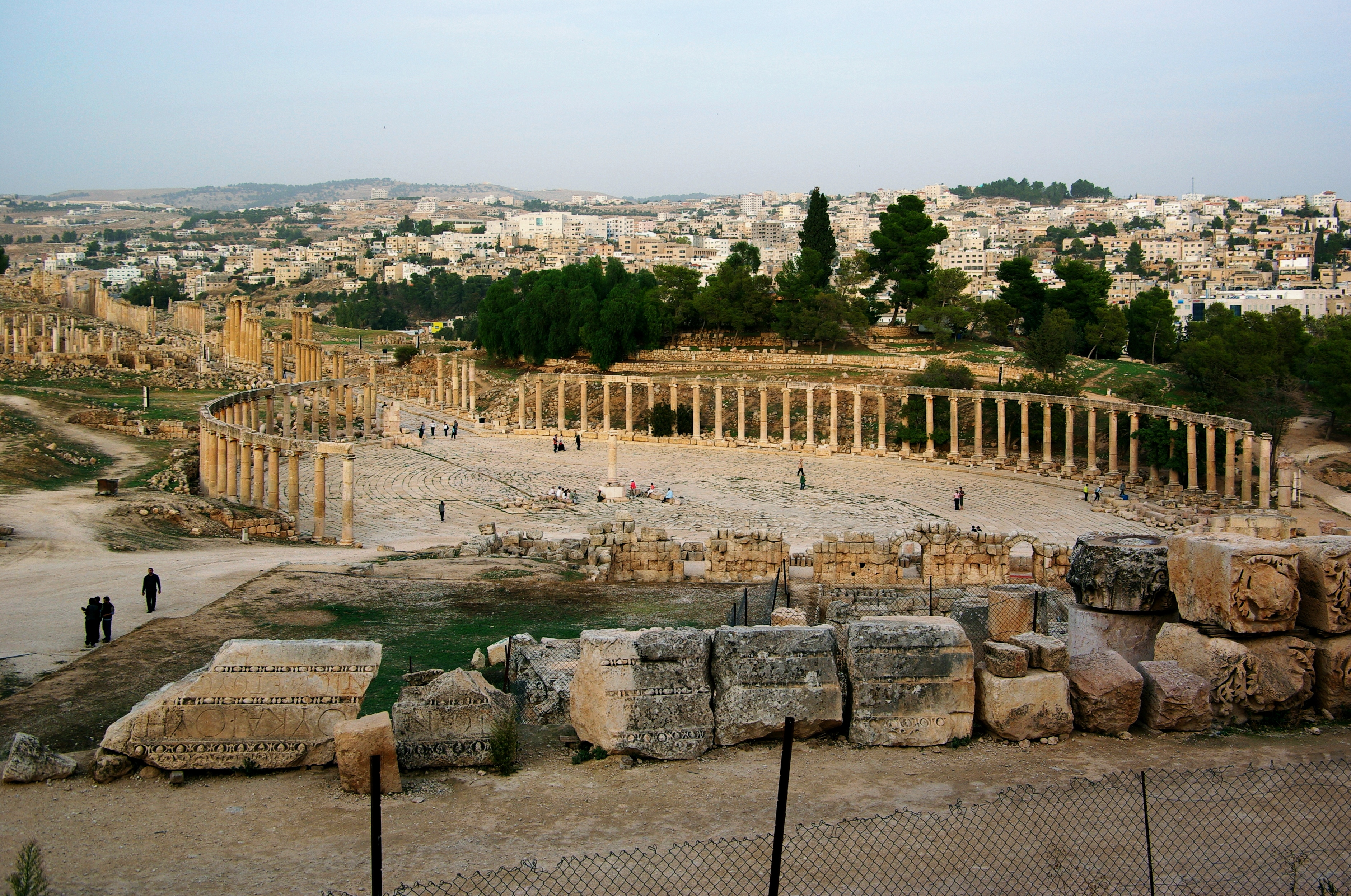
فروم جرش، در اردن. ستون‌ها محل استوایی یا گذرگاه سرپوشیده را مشخص می‌کنند، جایی که غرفه‌های فروشندگان در فضای باز یحتمل در آب و هوای بد آنجا مستقر می‌شدند. به شکل نیم دایره و آثار یک تریبون مرکزی، شبیه به یک تئاتر توجه کنید.

فوراها بخشی منظم از هر استان رومی در جمهوری و امپراتوری شدند و با نمونه‌های باستان‌شناسی در:
- فروم پلوودیو، بلغارستان
- فروم فیلیپی، یونان
- فروم تسالونیکی، یونان
- فروم بیروت، لبنان
- فروم و فروم استانی مریدا، اسپانیا
- فروم استعماری و فروم استانی تاراگونا، اسپانیا

در شهرهای روم جدید فروم معمولاً در تقاطع اصلی مسیرهای شمال به جنوب و شرق به غرب واقع شده. همه فوروها دارای معبد ژوپیتر در انتهای شمالی هستند و همچنین شامل معابد دیگر و همچنین بازیلیکا هستند. یک جدول وزن و اندازه‌گیری عمومی دارند، به طوری که مشتریان در بازار بتوانند اطمینان حاصل کنند که پیمانه‌های کوچک به آنها فروخته نمی‌شود. و اغلب حمام‌هایی را در نزدیکی خود دارند. در زمان انتخابات، نامزدها از پله‌های معابد در فروم برای ایراد سخنرانی‌های انتخاباتی خود استفاده می‌کردند و انتظار داشتند مشتریانشان برای حمایت از آنها بیایند.

## ساختارهای فروم معمولی
- بازیلیکا
- حمام‌های رومی
- معبد رومی
- طاق نصرت
- ستون پیروزی

## فضاهای معادل در فرهنگ‌های دیگر
- آگورا
- مرکز مدنی
- فروم اینترنتی
- میدان
- پلاتیا
- پلازا
- میدان شهر